# Benjamin Lumley
Benjamin Lumley (Canada, 1811 – Londra, 17 marzo 1875) è stato un impresario teatrale e avvocato britannico. Nato Benjamin Levy, era figlio di Louis Levy, un mercante ebreo.

## Biografia

### Inizi all'His Majesty's Theatre
Il padre di Lumley era un commerciante di vestiti che aveva fatto la sua fortuna iniziale in Canada. Il giovane Benjamin Levy era allievo alla King Edward's School di Birmingham.
Lumley si formò come avvocato e poi studiò per l'ordine degli avvocati sotto Basil Montagu. In questa veste, diede consigli legali al manager economicamente in difficoltà di quello che allora era l'His Majesty's Theatre, Pierre Laporte, che arrivò ad affidarsi a lui in modo totale. Poiché Lumley aveva preso familiarità con le decisioni manageriali relative al teatro, quando Laporte morì nel 1841 il consiglio di amministrazione della compagnia d'opera, composta principalmente da nobili facoltosi, gli chiese di subentrare.
Lumley aveva già scritto un manuale di base su leggi personali per i parlamentari ed era lanciato verso una promettente carriera legale. Ma le sue memorie indicano chiaramente il suo piacere nel mescolarsi con l'alta società e farsi un nome. La gestione dell'ormai ribattezzato (dopo l'avvento della Regina Victoria) His Majesty's Theatre gli diede l'opportunità di uno stretto rapporto con le star dell'opera e del balletto, di dare ed essere invitato a feste sfarzose e di portare l'alta qualità dell'Opera italiana nella Londra vittoriana.
Il direttore d'orchestra dell'Her Majesty's era Michele Costa. Con le loro diverse nature, uno devoto ad alti standard musicali, l'altro conoscitore dello star system, Lumley e Costa avrebbero dovuto formare una squadra perfetta. E in effetti fu così per i primi cinque anni, una delle collaborazioni più longeve dell'epoca. Il progresso artistico, portato da Lumley, contro le inclinazioni di Costa, più incline alla prudenza, includeva la presentazione ai londinesi delle opere di Giuseppe Verdi e nuove stelle del canto e della danza per sostituire la "vecchia guardia" in via di estinzione, trattative con Felix Mendelssohn per un'opera basata sul dramma di William Shakespeare La tempesta e, nel 1847, il debutto londinese di Jenny Lind. Il successo finanziario che ne derivò portò l'ottimista Lumley ad acquistare il sottostante affitto del teatro.
Una delle cose sensazionali della gestione di Lumley nel campo del balletto fu il Pas de Quatre, coreografato da Jules Perrot, con musica di Cesare Pugni, nel 1845. Questo divertissement, che vedeva come ballerini Maria Taglioni, Carlotta Grisi, Fanny Cerrito e Lucile Grahn, potrebbe essere stato ispirato da Lumley nel vedere quattro ragazze che ballavano fuori dal teatro. Il balletto avrebbe potuto e dovuto essere un Pas de Cinque ma la quinta ballerina (Fanny Elssler) in quel periodo era in tournée e non poté parteciparvi. Il "Pas de Quatre" divenne un'istituzione e viene riproposto frequentemente.

### Conflittualità con Costa
Innanzitutto Costa si sentì trascurato da Lumley, che, saggiamente da un punto di vista artistico, non era propenso a produrre i balletti e le opere di Costa. Inoltre Lumley rifiutò di permettere a Costa di assumere la nomina di direttore principale alla Royal Philharmonic Society, allora la principale orchestra sinfonica di Londra. Nel 1846 Costa si trasferì al Covent Garden, con portando con sé la maggior parte dell'orchestra e dei cantanti e con il sostegno di alcuni importanti critici di Londra, per fondare lì la seconda Royal Italian Opera Company in concorrenza con Lumley.
Lumley reagì rapidamente, mostrando tutte le sue abilità come opportunista. Ingaggiò il compositore Michael Balfe per sostituire Costa. Nel 1847, nonostante le minacce legali da parte della direzione del Covent Garden, portò Jenny Lind al suo debutto a Londra, per il quale si era preparato con livelli di propaganda e pubblicità senza precedenti. Giuseppe Verdi era stato ingaggiato per scrivere un'opera per Londra. Originariamente doveva essere Macbeth, ma questo fu dato per la prima volta a Firenze, così Verdi decise di produrre I masnadieri per Londra.
Verdi lasciò l'Italia alla fine di maggio 1847 con la sua opera per Londra completata, fatta eccezione per l'orchestrazione, che tralasciò fino a quando l'opera fu in prova. Il cast riunito per la prima del 22 luglio 1847 era di altissimo livello internazionale. In particolare, come momento clou della sua prima stagione in Inghilterra, il grande soprano di coloratura svedese Jenny Lind fu ingaggiata per creare il ruolo di Amalia, l'eroina dell'opera. La Regina Vittoria e il Principe Albert parteciparono alla prima esibizione, insieme al Duca di Wellington e ad ogni membro dell'aristocrazia britannica e della società alla moda che poté ottenere l'ammissione.
Dopo una considerevole opera di persuasione, Verdi accettò di dirigere la prima, che fu un successo trionfale, e la stampa fu per la maggior parte generosa nella sua lode. Fortunatamente per Lumley, le cose erano andate bene e molto proficuamente. Lind apparve come Alice in Robert le diable di Giacomo Meyerbeer e Mendelssohn, durante la sua ultima visita a Londra, che l'aveva incoraggiata ad accettare l'offerta di Lumley, era presente tra il pubblico nonostante la sua nota avversione per il lavoro di Meyerbeer.
Lumley aveva anche ampiamente pubblicizzato l'opera Tempest di Mendelssohn come imminente. Questa era una spudorata bugia. Mendelssohn trovò il libretto di Eugène Scribe completamente inaccettabile e non iniziò nemmeno a scrivere la musica a causa di questo. La morte di Mendelssohn nel 1847, tuttavia, diede a Lumley una via di fuga dalle sue menzogne e commissionò al compositore francese Fromental Halévy di prenderla in carico. Ma la prima di La Tempesta nel 1850 fu, al massimo, un succès d'éstime.

### Problemi finanziari
Nel frattempo Lumley aveva esteso i suoi interessi assumendo in più la direzione del Théâtre des Italiens a Parigi e presto cominciò a negoziare con l'attrice Rachel e Victor Hugo. Le sue frenetiche attività ricordavano da vicino l'arroganza dei magnati della speculazione che si aggirano su se stessi. Presto cominciò ad avere problemi a pagare le sue stelle e fu sorpreso quando iniziarono ad allontanarsi da lui. Il soprano Johanna Wagner, nipote del compositore Wagner, fu adescata al Covent Garden, scatenando un complesso contenzioso. Il caso risultante, Lumley v. Gye, è ancora considerato come una base fondamentale di utilizzo del diritto privato. Lumley vinse il caso, ma fu per lui una vittoria di Pirro, con conseguente perdita finanziaria.
Nel 1853 i problemi finanziari furono travolgenti e Lumley corse a rifugiarsi in Francia. Fu tentato di tornare indietro quando nel 1856, il Covent Garden Theatre prese fuoco ancora una volta e per tre anni divenne di nuovo un leader dell'opera italiana a Londra. Ma quando il Covent Garden fu ricostruito, (lo stesso teatro che si trova oggi), gli fu offerto il possesso per £100.000, fondi che semplicemente non aveva.

### Abbandono dell'opera
Lumley tornò alla legge e nei suoi ultimi anni scrisse due opere di fantasia e un libro di consultazione legale. I suoi precedenti successi non si ripeterono mai più. Morì nel 1875, lasciando meno di 1000 sterline nel suo testamento.